# Tremestieri Etneo
Tremestieri Etneo es una localidad italiana de la provincia de Catania , región de Sicilia, con 21.568 habitantes.

Ubicación de la ciudad de Tremestieri Etneo dentro de la provincia de Catania.

## Evolución demográfica
| Gráfica de evolución demográfica de Tremestieri Etneo entre 1861 y 2001 |
|                                                                         |
| Fuente ISTAT - elaboración gráfica de Wikipedia                         |